# Neues Theater am Zoo
Das Neue Theater am Zoo war ein Berliner Theater, das sich von 1920 bis 1937 in der Jebensstraße 2 im ehemaligen Kaisersaal des Landwehrkasinos befand. Nach Kriegszerstörungen im Zweiten Weltkrieg und Umbauten gehört der frühere Theatersaal heute zum Museum für Fotografie (Berlin) und wird zu einer Ausstellungshalle umgebaut.

## Kaisersaal als Vorläufer
Das „Offizierscorps der Landwehr-Inspektion Berlin e. V.“ ließ sich 1908–09 nach Plänen von Heino Schmieden und Julius Boethke ein luxuriöses Kasino gegenüber dem Bahnhof Zoo erbauen. Am 2. September 1909 wurde es in Anwesenheit von Kaiser Wilhelm II. eröffnet. Zu dem äußerlich schlicht gehaltenen, innen aber prächtig eingerichteten neoklassizistischen Gebäudekomplex gehörten u. a. eine öffentliche Wirtschaft, ein kleiner Festsaal, ein Fechtsaal, Kegelbahnen und Schießstände. Das repräsentative Herzstück des Gebäudes war der sogenannte Kaisersaal, ein 665 Quadratmeter großer Festsaal mit einer Deckenhöhe von 11,40 m. Das „Antik-Dorische“ prägte architektonisch und künstlerisch den festlichen Raum mit seiner flachgewölbter Kassettendecke. Zeitgenössische Quellen berichten, dass der Saal auf Anregung des Kaiser Wilhelms II. „mit einer über dem Hauptgesims liegenden Röhrenlampenanlage“ versehen wurde.

## Das „Neue Theater am Zoo“ entsteht

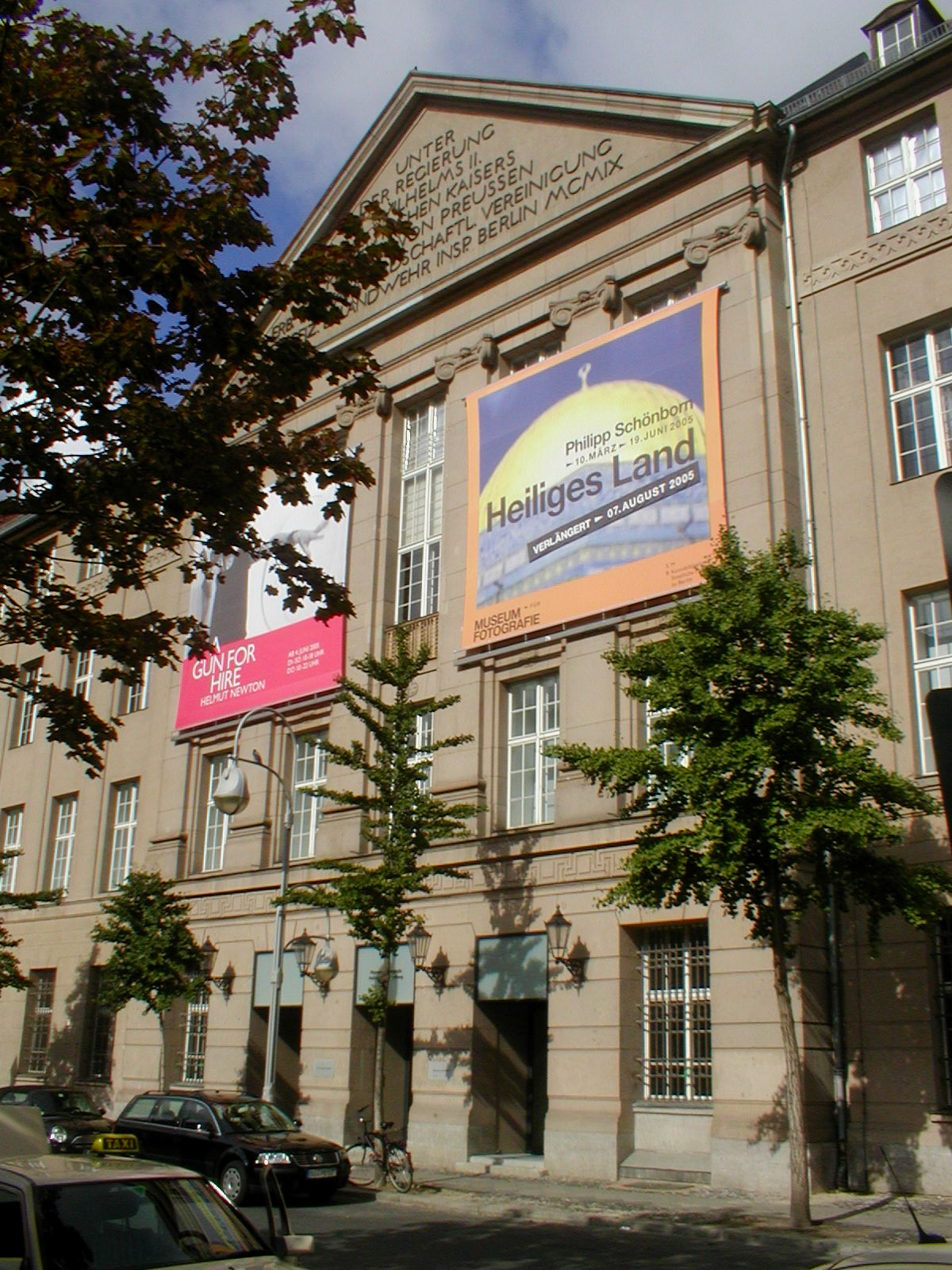
Museum für Fotografie (Berlin): unterhalb des Giebels, im zweiten Obergeschoss befanden sich der Kaisersaal bzw. das „Neue Theater am Zoo“/„Deutsche Volkstheater“

Die Verkleinerung der Reichswehr und ihres Offizierskorps nach dem Ersten Weltkrieg hatte auch Folgen für das Kasino: Aus wirtschaftlichen Gründen öffnete man das Haus nun auch für Zivilisten. Der zentrale Festsaal wurde zu einem Theater mit 750 Plätzen umgebaut. Uraufführungen von Operetten (z. B. Leo Falls „Der liebe Augustin“, 1912, Willi Kollos „Olly-Polly“, 1925, oder Franz Lehárs „Frühlingsmädel“, 1928) sowie „Schauspiele, Lustspiele, Schwänke und Komödien“ (Polizeikonzession v. 1. Juli 1929) lassen sich belegen. Die Presse schrieb spöttisch von einer „Unterhaltungsbühne für Höhere Töchter“. Als problematisch erwiesen sich Ende der 1920er Jahre die Veränderungen auf dem Berliner Unterhaltungssektor: Das „Neue Theater am Zoo“ lag auf der Rückseite des Bahnhofs Zoo nun eher ungünstig, in der „zweiten Reihe“, und wurde nach und nach von konkurrenzstarken Kinopalästen umringt.

## Vom „Neuen Theater am Zoo“ zum „Deutschen Volkstheater“
1929 pachtete Joachim von Ostau (1902–1969) das „Neue Theater am Zoo“ von Gustav Charlé. Ostau übernahm auch die Direktion und ließ das Theater mit finanzieller Unterstützung seines Schwiegervaters, des Textilindustriellen Hendrik van Delden, umbauen und modernisieren. Durch seine Neukonzeption, zu der auch die Namensänderung in „Deutsches Volkstheater“ (31. August 1929) gehörte, wollte Ostau – nach eigenen Worten – „eine volkstümliche Bühne für den bürgerlichen Mittelstand“, ein „zweites Schillertheater“ etablieren. Die Neueröffnung im September 1929 begann erfolgreich und wurde u. a. durch Gerhart Hauptmann unterstützt. Junge Absolventen der Schauspielschule des Deutschen Theaters, wie O. E. Hasse (1903–1978), gehörten zu Ostaus Ensemble, aber auch bekannte Schauspieler wie Eugen Klöpfer (1886–1950). Auch die vielbeachtete Uraufführung von Alfred H. Ungers preisgekröntem Zeitstück „Menschen wie du und ich“ machten das kleine Privattheater bekannt. Die im Oktober 1929 beginnende Weltwirtschaftskrise sowie Betrügereien von Geschäftspartnern trugen zum wirtschaftlichen Scheitern Ostaus bei, der 1930 innerhalb des Max-Reinhardt-Konzerns das „Berliner Theater“ übernahm. Charlé führte das „Neue Theater am Zoo“ wieder selbst, wobei er sich nun ganz auf Gastspiele beschränkte. 1937 endete die Ära des „Neuen Theaters am Zoo“. Ein neuerlicher Umbau machte aus dem Theater wiederum einen Festsaal.

## Neue Nutzung als Ausstellungshalle
Nach schweren Kriegszerstörungen zog 1954 die Kunstbibliothek in das Gebäude ein, später auch die Galerie des XX. Jahrhunderts, die Vorläuferorganisation der Neuen Nationalgalerie, außerdem die Berlinische Galerie. Seit 2004 sind im Gebäude Jebensstr. 2 das Museum für Fotografie und die Helmut-Newton-Stiftung untergebracht.
Der „ruinöse“ ehemalige Kaisersaal wurde von 2004 bis 2008 für temporäre Ausstellungen genutzt. Gezeigt wurden Installationen, die sich mit dem im Zweiten Weltkrieg zerstörten Raum auseinandersetzten. Seit der Sanierung und Umbau wird der Kaisersaal seit 2010 für alle Formen und Epochen der Fotografie als Ausstellungshalle genutzt.